# Sassouma Bereté
Fatoumata Bérété
Sassouma Bereté, ou Tassouma, ou parfois Fatoumata Bérété, est la première épouse du roi du Manden Naré Maghann Konaté (ou Maghan Kon Fatta) et mère du roi  Dankaran Toumani . 
Dans l'épopée de Soundiata, ce personnage apparaît sous le nom de Sassouma Bérété dans plusieurs versions, dont Soundjata ou l'épopée mandingue de Mamadou Kouyaté rapporté par Djibril Tamsir Niane et paru en 1960 et dans La Grande Geste du Mali de Wa Kamissoko et Youssouf Tata Cissé (1988-1991). Elle apparaît sous le nom de Fatoumata Bérété dans Le Maître de la parole de l'écrivain guinéen Camara Laye, paru en 1978, qui est une version romancée de l'épopée.

## Rôle dans l'épopée
Sassouma Bérété est une épouse jalouse de son mari. Lorsque Naré Maghann Konaté épouse Sogolon Kondé à la suite d'une prophétie annonçant qu'elle lui donnera un fils puissant (Soundiata Keïta), Sassouma prend tout de suite Sogolon en haine. Sassouma tente d'envoyer des sorcières contre Sogolon, mais la magie de cette dernière est trop puissante pour que l'on puisse rien tenter contre elle : Sogolon est l'héritière de deux totems animaux puissants (le buffle et la panthère) et des puissances surnaturelles gardent sa case sous forme de hiboux durant la nuit. Sassouma doit se résoudre à laisser Sogolon concevoir puis mener sa grossesse sans péril. Après la naissance de Soundiata, Sassouma multiplie les moqueries et les vexations à l'égard de Sogolon, en exploitant la mauvaise santé de Soundiata dont les jambes restent paralysés de longues années dans son enfance et sa jeunesse. Mais dès lors que Soundiata arrive enfin à se redresser et à marcher, Sassouma se trouve réduite au silence.
Sassouma Bérété était l’épouse préféré de fataku  Magan Kenyi Konaté. roi d'un royaume du Mali (fin XIIe siècle début XIIIe siècle).
L'imaginaire collectif fait de Sassouma Bérété l'incarnation même de la méchante marâtre, mais ni sa jalousie démesuré; ni la grandeur de sa haine n'ont pu empêcher la prophétie de se réalisé.  

## Apparitions dans les arts
Plusieurs œuvres de fiction contemporaines mettent en scène ce personnage, par exemple le film franco-burkinabé Keïta ! L'Héritage du griot de Dani Kouyaté (1995).